# Sidney Dancoff
Sidney Michael Dancoff (Filadélfia, 27 de setembro de 1913 — Urbana, Illinois, 15 de agosto de 1951) foi um físico estadunidense.